# Laurence Jyl
Laurence Jedwab dit Laurence Jyl, née le 8 décembre 1959 à Paris, est une femme de lettres française.

## Biographie
Laurence Jyl a été comédienne, avant de commencer sa carrière d’auteure avec la parution de son premier roman Le Mari de maman qui a obtenu un grand succès (100 000 exemplaires vendus, traduits en plusieurs langues dont le japonais) avec lequel elle a obtenu le prix Alice-Louis Barthou de l’Académie française.
Deux de ses romans ont fait l’objet d’adaptations télévisées, Le Nez à la fenêtre et Papa est formidable.
Parallèlement aux sorties de ses romans et biographies, elle a démarré une carrière de dramaturge avec sa première pièce Les Voisins du dessus, créée au théâtre de la Renaissance par Marthe Mercadier et Pierre Doris. Sept autres ont suivi, dont deux interprétées entre autres par Michel Roux.[réf. nécessaire]
Ses pièces sont également montées d’une façon récurrente à l’étranger, notamment en Belgique et en Allemagne.
Elle est la fille de l’auteur dramatique Yves Jamiaque ainsi que la compagne d'Alphonse Boudard[Quand ?] dont elle a un fils. Son livre Ce que je sais d'Alphonse (éd. Gallimard - Table ronde) raconte les 18 ans passés auprès de l'écrivain.

## Œuvres

### Romans
- 1978 : Le Mari de maman (éd. Julliard ; trad. en plusieurs langues)
Prix Alice-Louis Barthou de l’Académie française
- 1979 : La Course au flan (éd. Julliard)
- 1981 : Coup de cœur (éd. Flammarion)
- 1981 : Le Nez à la fenêtre (éd. Julliard ; adapté pour TF1)
Prix Alice-Louis Barthou de l’Académie française
- 1983 : Bellissimo (éd. Flammarion ; trad. en plusieurs langues)
Prix Valentine de Wolmar de l’Académie française
- 1984 : Monsieur Joël (éd. Flammarion ; trad. en plusieurs langues)[9]
- 1987 : Le Chemin des micocouliers (éd. Flammarion)
- 1990 : La Maison des papas (éd. Flammarion)
- 1998 : Un cœur en Irlande (éd. Flammarion)
- 2001 : Papa est formidable (éd. du Rocher 2001 ; adapté pour France 3)
- 2009 : Le Coût de la panne (éd. Robert Laffont)
- 2011 : Ce que je sais d'Alphonse (éd. Gallimard - Table ronde)[10],[8],[11]

## Théâtre
- 1985 : Les Voisins du dessus avec Marthe Mercadier et Pierre Doris (mise en scène Jacques Rosny, Th. de la Renaissance, Paris)[12]
- 1989 : Un Suédois ou rien, avec Michel Roux (mise en scène Jean-Luc Moreau, Th. Fontaine, Paris)[13]
- 1989 : Mademoiselle Plume avec Annie Cordy (mise en scène Jean-Luc Moreau, tournées Baret)
- 1991 : Drôles de vacances (mise en scène François Guérin, tournées Baret)
- 1994 : Gwendoline, avec Micheline Dax, Christine Delaroche, Patrick Préjean, Hervé Rey (mise en scène François Guérin, Théâtre des Nouveautés, Paris)
- 1995 : Laisse faire Nini (mise en scène François Guérin ) création à l’Eldorado (Paris) avec Jackie Sardou en octobre 95, puis Tournées Baret 96/97
- 1998 : Max et Charlie, avec Michel Roux (mise en scène Jean-Luc Moreau, Théâtre Daunou, Paris)[14],[15]
- 2004 : Panne de télé (mise en scène Xavier Letourneur, Melo d’Amelie, Paris)
- 2009 : La Clé (mise en scène Francis Joffo ) création en tournée avec Christine Delaroche et Francis Joffo
- 2009 : Panne de télé (mise en scène Jean-Pierre Dravelet et Olivier Macé), reprise en tournée 2008/2009 avec Gérard Rinaldi et Virginie Pradal, puis à Paris au Théâtre Daunou en  2009 avec Patrice Laffont et Virginie Pradal
- 2015 : Les Voisins du dessus (mise en scène Jean-Pierre Dravelet et Olivier Macé), reprise 2015/2016 à la Comédie Bastille avec Didier Constant et Bernard Fructus

### Essais
- La Jalousie dans tous ses états (Éditions Plon)[16]

## Filmographie

### Cinéma
- Arlette (scénario et dialogues en collab. avec Claude Zidi) [17]

### Télévision

#### Téléfilms
- Coup de théâtre en coulisses (2002) Scénario et dialogues
- C’est pas le rêve (TF1), A vendre (France 3) Scénario et dialogues
- Bienvenue à Bellefontaine (M6 – TSR) Scénario et dialogues
- Papa est formidable (France 3) Scénario et dialogues (avec Jean-Michel Noirey, Claude Gensac, Micky Sebastian, Bernard Haller)
- À vendre (France 3) scénario et dialogues – Unitaire 50 min avec Henri Virlogeux et Micheline Boudet

#### Réalité scénarisée
- Le Jour où tout a basculé (France 2), scénario et dialogues 13 épisodes
- Au nom de la vérité (TF1), scénario et dialogues 20 épisodes (en cours de diffusion)
- Si près de chez vous, scénario et dialogues, 2 épisodes (France 3)

## Radio
- Collection Nuits blanches-Nuits noires sur France Inter, production Patrick Liegibel[18]
  - Tel qu’on les aime - Prix Histoires courtes aux Francophonies 2006[19]
  - Les Jumelles
  - Mirabelle et Poisson chat
  - Enlèvement demandé
  - Vacances à la cave
  - Un homme trop parfait
- Collection La Tribune de l'Histoire sur France Inter, production Patrick Liegibel
  - Madame d’Aulnoy ou la fée des contes
  - Caroline Bonaparte

## Biographies
- Drôle de nièce ou 30 ans avec Voltaire (Éditions Lattès)[20]
- Madame d’Aulnoy ou la Fée des contes (Éditions Robert Laffont)[21]